# Edward Tourtellotte Kenney
Pour les articles homonymes, voir Edward Kenney et Kenney.
Edward Tourtellotte Kenney (19 juillet 1888-18 septembre 1974) est un homme politique canadien de la Colombie-Britannique. Il est député provincial libéral de la circonscription britanno-colombienne de Skeena de 1933 à 1953. Il est ministre dans les cabinets des premiers ministres Thomas Dufferin Pattullo, John Hart et Byron Ingemar Johnson.

## Biographie
Né à Clark's Harbour en Nouvelle-Écosse, Kenney étudie à Yarmouth. Il opère ensuite une quincaillerie.
Siégeant au conseil municipal de Terrace de 1922 à 1933.
Élu député à l'Assemblée législative de la Colombie-Britannique, Kenney siège au cabinet à titre de ministre des Terres et Forêts, ainsi que comme ministre des Travaux publics de 1933 à 1952. Il est membre de la coalition libérale-conservatrice de 1941 à 1952. 
Il est candidat libéral  dans la circonscription fédérale de Skeena en 1958, mais est défait par le social-démocrate Frank Howard.

## Honneur
Le Barrage Kenney (en) sur la rivière Nechako est nommé en son honneur.